# キモ・レオポルド
キモ・レオポルド（Kimo Leopoldo、1968年1月4日 - ）は、アメリカ合衆国の男性総合格闘家、キックボクサー。ドイツ・バイエルン州ミュンヘン出身。カリフォルニア州ロサンゼルス在住。テコンドー黒帯四段、ブラジリアン柔術黒帯。リングネームはキモ。

## 来歴
父親が5年間滞在したドイツで生まれ、3か月後にハワイに移住した。
アマチュアレスリングとアメリカンフットボールを幼い頃から始め、レスリングでは高校でハワイ地区王者になっている。高校1年時にハワイの高校からシアトルの高校へ転校。
アメリカンフットボールのスポーツ奨学生として入学したワシントン州立大学中退後も、カリフォルニア州のオレンジ・コースト・カレッジでアメリカンフットボール選手としてNJCAAオールアメリカンに選出される活躍をし、ディビジョンⅠの大学から声がかかっていたが膝の前十字靱帯を断裂したことで断念。失意の中にいた時期にジョー・サンと出会い、UFCの映像を見せられると総合格闘技へ転向を決めた。
1994年9月9日、UFC 3でデビュー。トーナメント1回戦でそれまで無敗だったホイス・グレイシーを追い込み、アームロックを極められ敗れはしたが、ホイスがダメージで準決勝を棄権するほどにまで追い込んだことで注目を集めた。当時はマネージャーにジョー・サンがついており、ジョー・サンが主宰する「ジョー・サン・ドー」の選手という触れ込みで、キモの当時の神秘的なキャラクターはジョー・サンが考えたものだった。
1994年12月10日、K-1初参戦となったK-1 LEGEND 〜乱〜でパトリック・スミスとアルティメット特別ルール（リングに設置された金網マッチ）で対戦。マウントポジションから頭突きの連打で顔面から出血させ、最後はバックマウントパンチでTKO勝ち。
1995年3月3日、K-1 GRAND PRIX '95の1回戦で佐竹雅昭と対戦し、左ミドルキックでTKO負け。
ジョー・サンと袂を別ってからは、AMCパンクレイションのマット・ヒュームの元でトレーニングを積み、ジョー・モレイラの元でブラジリアン柔術を学び始めた。
1996年2月16日、UFC 8でケン・シャムロックと対戦し、膝十字固めで一本負け。
1996年には桜庭和志（当時UWFインターナショナル所属）、クラッシャー・バンバン・ビガロを下した。
1996年12月7日、Ultimate Ultimate 1996のトーナメント1回戦でポール・ヴァレランスを下すも、ダメージにより準決勝を棄権した。
1997年10月11日、PRIDE.1でダン・スバーン対戦するも、互いに警戒をしてほとんど動きのないまま時間切れ引き分けに終わった。
1998年3月13日、UFC 16で高阪剛と対戦し、判定負け。
1999年10月11日、新日本プロレスに参戦し、永田裕志と対戦。3分54秒、裸絞めで勝利。
2000年1月4日、新日本プロレス東京ドーム大会で藤田和之と対戦。膝蹴りを急所に受け、4分2秒反則勝ち。
2004年6月19日、UFC 48でケン・シャムロックと再戦し、KO負けを喫した。試合後にスタノゾロールの陽性反応が出たため、ネバダ州アスレチック・コミッションより6か月間の出場停止処分を受けた。
2005年7月17日、PRIDE 武士道 -其の八-で美濃輪育久と対戦し、アキレス腱固めで一本負けを喫した。
2006年7月22日のWFA (World Fighting Alliance) でバス・ルッテンと対戦予定であったが、大会2日前のステロイド検査で再びスタノゾロールの陽性反応が出たため、試合への出場は取りやめとなり出場停止処分を受けた。
2009年2月17日、カリフォルニア州タスティンで、警察の自動車整備士用のつなぎを着用しているところを職務質問され、覚醒剤（メタンフェタミン）所持の現行犯により逮捕された。

## 人物・エピソード
- 父親はアイルランドおよびポリネシア系のアメリカ人、母親はユダヤ系ドイツ人[2]。
- 敬虔なキリスト教信仰者で、多数の宗教的なタトゥーを入れており、UFC 3では大きな十字架を背負うパフォーマンスで入場した。
- キモ（Kimo）の由来は、イエス・キリストの弟子の一人であるヤコブ（James）をハワイ語に訳したものである[2]。

## 戦績

### 総合格闘技
| 総合格闘技 戦績 | 総合格闘技 戦績 | 総合格闘技 戦績 | 総合格闘技 戦績 | 総合格闘技 戦績 | 総合格闘技 戦績 | 総合格闘技 戦績 |
| --------------- | --------------- | --------------- | --------------- | --------------- | --------------- | --------------- |
| 19 試合         | (T)KO           | 一本            | 判定            | その他          | 引き分け        | 無効試合        |
| 11 勝           | 2               | 9               | 0               | 0               | 1               | 0               |
| 7 敗            | 2               | 3               | 1               | 1               | 1               | 0               |

| 勝敗 | 対戦相手                       | 試合結果                            | 大会名                                                           | 開催年月日     |
| ×    | ウェス・シムズ                 | 1R 1:32 TKO（パウンド）             | Extreme Wars 5: Battlegrounds                                    | 2006年10月6日  |
| ×    | デイブ・レジェノ               | 1R 3:21 フロントチョーク            | Cage Rage 18: Battleground                                       | 2006年9月30日  |
| ×    | 美濃輪育久                     | 1R 3:11 アキレス腱固め              | PRIDE 武士道 -其の八-                                            | 2005年7月17日  |
| ○    | マーカス・"XL"・ロイスター     | 1R 4:18 前腕チョーク                | Rumble on the Rock 7                                             | 2005年5月7日   |
| ×    | ケン・シャムロック             | 1R 1:26 KO（右膝蹴り）              | UFC 48: Payback                                                  | 2004年6月19日  |
| ○    | タンク・アボット               | 1R 1:59 肩固め                      | UFC 43: Meltdown                                                 | 2003年6月6日   |
| ○    | ティム・レイシック             | 1R 1:55 TKO（足の負傷）             | WFA 2: Level 2                                                   | 2002年7月5日   |
| ×    | 高阪剛                         | 12分1R終了 判定0-3                  | UFC 16: Battle in the Bayou                                      | 1998年3月13日  |
| △    | ダン・スバーン                 | 30分1R終了 時間切れ                 | PRIDE.1                                                          | 1997年10月11日 |
| ○    | ブライアン・ジョンストン       | 1R 1:43 前腕チョーク                | Ultimate Explosion                                               | 1997年4月16日  |
| ○    | ポール・ヴァレランス           | 1R 9:08 TKO（タオル投入）           | Ultimate Ultimate 1996 【1回戦】                                 | 1996年12月7日  |
| ○    | クラッシャー・バンバン・ビガロ | 1R 2:15 チョークスリーパー          | THE U-JAPAN SUPER FIGHTING '96 VOL.1                             | 1996年11月17日 |
| ○    | 桜庭和志                       | 1R 4:20 肩固め                      | シュートボクシング S-cup '96 決勝戦 【アルティメット特別マッチ】 | 1996年7月14日  |
| ×    | ケン・シャムロック             | 1R 4:24 膝十字固め                  | UFC 8: David vs. Goliath 【UFCスーパーファイト選手権試合】       | 1996年2月16日  |
| ○    | パトリック・スミス             | 1R 2:59 ギブアップ（パンチ連打）    | United Full Contact Federation 1                                 | 1995年9月8日   |
| ○    | フレッド・フロイド             | 1R 0:47 チョークスリーパー          | United Full Contact Federation 1                                 | 1995年9月8日   |
| ○    | パトリック・スミス             | 1R 3:13 TKO（バックマウントパンチ） | K-1 LEGEND 〜乱〜                                                | 1994年12月10日 |
| ×    | ホイス・グレイシー             | 4:40 アームロック                   | UFC 3: The American Dream 【1回戦】                              | 1994年9月9日   |

### キックボクシング
| キックボクシング 戦績 | キックボクシング 戦績 | キックボクシング 戦績 | キックボクシング 戦績 | キックボクシング 戦績 | キックボクシング 戦績 | キックボクシング 戦績 |
| --------------------- | --------------------- | --------------------- | --------------------- | --------------------- | --------------------- | --------------------- |
| 3 試合                | (T)KO                 | 判定                  | その他                | 引き分け              | 無効試合              |                       |
| 0 勝                  | 0                     | 0                     | 0                     | 0                     | 0                     |                       |
| 3 敗                  | 3                     | 0                     | 0                     | 0                     | 0                     |                       |

| 勝敗 | 対戦相手     | 試合結果                              | 大会名                              | 開催年月日    |
| ×    | 天田ヒロミ   | 2R 2:06 KO（3ノックダウン：左フック） | K-1 BURNING 2004 〜沖縄初上陸〜     | 2004年2月15日 |
| ×    | ボブ・サップ | 2R 1:11 KO（右フック）                | K-1 WORLD GP 2003 in LAS VEGAS      | 2003年8月15日 |
| ×    | 佐竹雅昭     | 2R 2:27 TKO（左ミドルキック）         | K-1 GRAND PRIX '95 開幕戦 【1回戦】 | 1995年3月3日  |